# HMS Powerful (1783)
HMS Powerful (Корабль Его Величества «Пауэрфул») — 74-пушечный линейный корабль третьего ранга. Первый корабль Королевского флота, названный HMS Powerful. Шестой корабль типа Elizabeth. Заложен в апреле 1781 года. Спущен на воду 3 апреля 1783 года на частной верфи Блэкуолл. Относился к так называемым «обычным 74-пушечным кораблям», нёс на верхней орудийной палубе 18-фунтовые пушки.

## Служба
В октябре 1797 года Powerful, под командованием капитана Уильяма Друри, находился в Северном море, где 9 октября 
присоединился к флоту адмирала Дункана в Ярмуте и отплыл к острову Тексел. 
11 октября 1797 года принял участие в Сражении при Кампердауне, в котором британский флот адмирала Адама Дункана одержал решительную победу над голландским флотом адмирала де Винтера. Powerful входил в подветренную эскадру британского флота, и вслед за Monarch, флагманом вице-адмиралома Онслоу, прорезал линию противника и вступил в бой с 64-пушечным кораблём Haarlem, нанемся тому серьезные повреждения. После победы Онслоу над голландским арьергардом адмирал приказал своим наименее поврежденным кораблям плыть на помощь британским судам, ведущим бой с превосходящими силами авангарда противника. Powerful и Director первыми отреагировали на этот приказ, вступив в бой с Vrijheid в 14:00. Vrijheid сопротивлялся больше часа, но в конце концов был вынужден сдаться. В сражении Powerful получил несколько пробоин корпуса, а также потерял 10 человек убитыми и 78 ранеными.
23 декабря 1805 года эскадра вице-адмирала Джона Томаса Дакворта из шести линейных кораблей (одним из них был Powerful под командованием капитана Роберта Плампина), принимавшая участие в блокаде Кадиса, отправилась к Мадейре в погоню за французской эскадрой Жана-Батиста Филибера из шести линейных кораблей. Французы были замечены 25 декабря, но после преследования, продолжавшегося 30 часов, Дакворт принял решение прекратить погоню. Однако опасаясь, что Филибер может двинуться в Индийский океан, Даксворт приказал Powerful запастись провизией и водой на мысе де Верд, после чего отправляться в Ост-Индию для усиления небольшой эскадры контр-адмирала Эдварда Пеллью в Мадрасе. 
4 июня 1806 года Powerful вышел из Мадраса чтобы отправиться в погоню за французским капером. Когда он прибыл в Тринкомали утром 11 июня, он получил известие, что капер был замечен возле Батекато. Плампин двинулся в указанную сторону в тот же день, и на рассвете 13 июня обнаружил нужный корабль с подветренной стороны. После 11-часовой погони капер был вынужден сдаться. Им оказался корвет Henrietta (4 × 12-фунтовых карронады, 2 × 9-фунтовых и 14 × 6-фунтовых пушек), который отплыл из Иль-де-Франс 7 апреля.
9 июля 1806 года Powerful атаковал еще один французский капер - 34-пушечный фрегат Bellone, под командованием Жака Франсуа Перроуда. Капер попытался сбежать, но после погони, продолжавшейся почти два часа, Powerful догнал его и тот, опасаясь попасть под бортовой залп 74-пушечника, был вынужден сдаться. При этом капер нанес заметный урон Powerful, убив двоих и ранив 11 человек. Bellone был принят в состав Королевского флота как HMS Blanche, 28-пушечный фрегат шестого ранга.
27 ноября 1806 года в составе эскадры контр-адмирала Эдварда Пеллью участвовал в уничтожении голландских судов на батавском рейде. Заметив приближение английской эскадры голландский фрегат, два корвета и четыре вооруженных «купца» выбросились на берег, а еще один корвет был вынужден сдаться. Из-за небольшой глубины моря британские линейные корабли не могли подойти близко к берегу, а потому контр-адмирал отправил на берег свои шлюпки. Несмотря на сильный огонь береговых батарей, британцы высадились и уничтожили все корабли, потеряв при этом одного убитого и трёх раненых.
20 ноября 1807 года в составе эскадры контр-адмирала Эдварда Пеллью отплыл из Малакки к голландскому порту Гресси, прибыв туда 5 декабря. Пеллью потребовал от коменданта выдачи военных кораблей, а когда тот отказался, Culloden и Powerful начали обстреливать береговую батарею из двенадцати 9-фунтовых орудий на острове Мадура. Губернатор и Совет Сурабая, расположенного в 15 милях вверх по реке подписали договор о капитуляции, после чего 11 декабря британцы подожгли голландские военные корабли и взорвали пушки на береговой батарее.
Powerful был отправлен на слом и разобран в 1812 году.